# Gelliehausen
Gelliehausen ist ein Ortsteil der Gemeinde Gleichen im Landkreis Göttingen. Das Haufendorf hat 362 Einwohner (Stand: 1. Januar 2024).
Direkt südwestlich von Gelliehausen erheben sich Die Gleichen, ein 430 Meter hohes Bergpaar.

## Geschichte
Während des 17. Jahrhunderts war Gelliehausen Teil des Patrimonialgerichts Altengleichen im welfischen Herzogtum Braunschweig-Lüneburg. Während demnach das Obereigentum beim Landesherrn verblieb, erhielt das Adelsgeschlecht derer zu Uslar-Gleichen das Patrimonialgericht mitsamt dem gesamten Zubehör 1381 als Lehen. Sie traten damit als Kirchenpatrone, Gutsherren und Grundeigentümer im Ort auf, bis 1451 die Landgrafen von Hessen auftraten und jenes offene Viertel beanspruchten, welches die Herren von Uslar-Gleichen nicht in ihrem Besitze hatten.
Am 1. Januar 1973 wurde Gelliehausen in die neue Gemeinde Gleichen eingegliedert.
Im Jahr 1987 war Gelliehausen Sieger (Bronze) im Bundeswettbewerb Unser Dorf hat Zukunft (früher „Unser Dorf soll schöner werden“) (siehe Liste der Sieger im Bundeswettbewerb Unser Dorf hat Zukunft).

## Politik

### Ortsrat
Der Ortsrat setzt sich aus fünf Ratsfrauen und Ratsherren zusammen.
- SPD: fünf Sitze

(Stand: Kommunalwahl am 12. September 2021)

### Ortsbürgermeister
Ortsbürgermeister von Gelliehausen ist Andreas Heidemann.

### Wappen
| Wappen von Gelliehausen | Blasonierung: „In Silber (Weiß) über grünem Zweiberg wachsend zwei rote Burgen mit blauen Dächern; die rechte mit einem runden spitzen Turm und einem niedrigeren Anbau, die linke mit einem mächtigen höheren Hauptturm begleitet von zwei Nebentürmen; oben schwebend ein roter Wechselzinnenbalken.“                                                                                    |
| Wappen von Gelliehausen | Wappenbegründung: Das von Otto Rössler von Wildenhain entworfene Wappen wurde vom Oberpräsidenten der preußischen Provinz Hannover am 15. Dezember 1937 genehmigt. Es symbolisiert die beiden früheren Gleichenburgen; der Wechselzinnenbalken sowie die Farben Silber und Rot entstammen dem Wappen der Herren von Uslar-Gleichen, die ab 1270 über das Gebiet und die Burgen herrschten. |

## Religion
Im Ort steht die ev.-luth. Pancratiikirche. Das Altargemälde in der Kirche wurde von dem Künstler Johannes Heisig im Jahr 2002 geschaffen.
Von 2009 bis 2015 gehörte die ev.-luth. Kirchengemeinde Gelliehausen zusammen mit den Gemeinden aus Beienrode, Benniehausen, Kerstlingerode, Rittmarshausen und Wöllmarshausen zu einem Kirchengemeindeverband mit der Bezeichnung „Ev.-luth. Kirchengemeindeverband Oberes Gartetal“. Nachfolgerin des Verbandes wurde die Evangelisch-lutherische Apostel-Kirchengemeinde in Gleichen, der dieselben ehemaligen Einzelgemeinden angehören.

## Persönlichkeiten
- Gottfried August Bürger (1747–1794), Dichter, arbeitete von 1772 bis 1784 als Amtmann im Amtshaus in Gelliehausen. Er lebte von 1772 bis 1773 in Gelliehausen und von 1774 bis 1784 in Wöllmarshausen.
- Frida von Uslar-Gleichen (1864–1903), Autorin und Briefpartnerin von Ernst Haeckel